# (4879) Zykina
(4879) Zykina es un asteroide perteneciente al cinturón de asteroides, descubierto el 12 de noviembre de 1974 por la astrónoma soviética Liudmila Chernyj desde el Observatorio Astrofísico de Crimea (República de Crimea), Rusia).

## Designación y nombre
Designado provisionalmente como 1974 VG. Fue nombrado Zykina en honor a la cantante folclórica rusa Liudmila Zýkina.